# Ultrametrik
In Analysis und Topologie bezeichnet man als Ultrametrik eine Metrik {\displaystyle d\colon S\times S\to \mathbb {R} } auf einer Menge {\displaystyle S}, welche die Metrik-Axiome
1. {\displaystyle d\left(a,b\right)\geq 0}
2. {\displaystyle d\left(a,b\right)=0\Leftrightarrow a=b}
3. {\displaystyle d\left(a,b\right)=d(b,a)} (Symmetrie)
4. {\displaystyle d\left(a,c\right)\leq d(a,b)+d(b,c)} (Dreiecksungleichung)

für alle {\displaystyle a,b,c\in S} und die letzte, die Dreiecksungleichung, in der verschärften Form 
{\displaystyle d(a,c)\leq \max\{d(a,b),d(b,c)\}}
erfüllt. Ein mit einer Ultrametrik versehener Raum heißt ein ultrametrischer Raum.

## Beispiele
Die diskrete Metrik ({\displaystyle d(a,b)=1} für {\displaystyle a\neq b}, sonst {\displaystyle 0}) auf einer nichtleeren Menge ist eine Ultrametrik. 
Die p-adische Metrik auf {\displaystyle \mathbb {Q} } und die auf dem Körper {\displaystyle \mathbb {Q} _{p}} der p-adischen Zahlen ist eine Ultrametrik.
Ist {\displaystyle S} eine beliebige nichtleere Menge, dann kann man die Menge {\displaystyle S^{\mathbb {N} }} aller Folgen in {\displaystyle S} zu einem metrischen Raum machen, indem man den Abstand zweier verschiedener Folgen
{\displaystyle (x_{n}),(y_{n})} auf den Wert {\displaystyle 1/N} setzt, wobei {\displaystyle N} der kleinste Index ist, für den {\displaystyle x_{N}} verschieden ist von {\displaystyle y_{N}}, und den Abstand einer Folge zu sich selbst auf {\displaystyle 0} setzt. Dieser metrische Raum ist dann vollständig und ultrametrisch. Die dadurch induzierte Topologie stimmt mit der abzählbaren Produkttopologie der diskreten Topologie über {\displaystyle S} überein. Wichtige Beispiele für so konstruierte Räume sind der Baire-Raum ({\displaystyle S} abzählbar unendlich) und der Cantor-Raum ({\displaystyle S} endlich mit mindestens zwei Elementen).

## Eigenschaften
Jedes Dreieck {\displaystyle ABC} aus Punkten eines ultrametrischen Raums {\displaystyle S} ist gleichseitig oder gleichschenklig mit kürzerer Basis. Zum Beweis: Sind {\displaystyle a},{\displaystyle b},{\displaystyle c} die Abstände der drei Eckpunkte ({\displaystyle a=d(B,C)} usw.), dann ist entweder {\displaystyle a=b=c} ({\displaystyle ABC} gleichseitig) oder eine Seite ist kürzer als eine andere, ohne Einschränkung nehmen wir an, dass {\displaystyle a<b}. Dann kann man aus der verschärften Dreiecksungleichung folgern, dass {\displaystyle c=b} sein muss (es ist {\displaystyle a<b\leq \max\{a,c\}}, also {\displaystyle b\leq c}, und {\displaystyle c\leq \max\{a,b\}=b}), also ist {\displaystyle ABC} dann gleichschenklig mit kürzerer Basis {\displaystyle BC}.
Jede Kugel mit strikt positivem Radius ist sowohl abgeschlossen als auch offen (aber nicht notwendig eine offene und geschlossene Kugel). (Schikhof, 1984)
Jeder Punkt in einer (offenen oder abgeschlossenen) Kugel ist Mittelpunkt dieser Kugel, und der Durchmesser ist kleiner oder gleich ihrem Radius. (Marc Krasner, 1944)
Zwei Kugeln sind entweder elementfremd (disjunkt), oder eine ist ganz in der anderen enthalten.
Eine Folge {\displaystyle (a_{n})} in {\displaystyle S}, in der die Abstände direkt aufeinander folgender Glieder gegen 0 konvergieren, ist eine Cauchy-Folge, denn für jedes {\displaystyle \varepsilon >0} gibt es dann ein {\displaystyle N} mit {\displaystyle d(a_{n},a_{n+1})<\varepsilon } für alle {\displaystyle n\geq N}, und somit gilt wegen der verschärften Dreiecksungleichung für alle {\displaystyle m>n\geq N}: {\displaystyle d(a_{n},a_{m})\leq \max\{d(a_{n},a_{n+1}),\ldots ,d(a_{m-1},a_{m})\}<\varepsilon }.
In einer abelschen topologischen Gruppe, deren Topologie von einer translationsinvarianten Ultrametrik erzeugt wird (z. B. einem ultrametrischen Körper wie {\displaystyle \mathbb {Q} _{p}}) ist eine unendliche Reihe genau dann eine Cauchy-Folge, wenn die Summanden eine Nullfolge bilden. Ist die Gruppe vollständig, dann konvergiert die Reihe in diesem Fall.
Ein ultrametrischer Raum ist total unzusammenhängend.

## Anwendung
Anwendungen gibt es beispielsweise in der Theorie der sog. Spingläser in  der Physik, und zwar in der  Replika-Theorie von Giorgio Parisi.